# Doeringiella indecissa
Doeringiella indecissa är en biart som beskrevs av Holmberg 1886. Doeringiella indecissa ingår i släktet Doeringiella och familjen långtungebin. Inga underarter finns listade i Catalogue of Life.